# Parigi-Nizza 1955
La Parigi-Nizza 1955, tredicesima edizione della corsa, si svolse dal 12 al 16 marzo su un percorso di 1 140 km ripartiti in 5 tappe. Fu vinta dal francese Jean Bobet davanti ai connazionali Pierre Molinéris e  Bernard Gauthier.

## Tappe
| Tappa  | Data     | Percorso                | km   | Vincitore di tappa | Leader cl. generale |
| ------ | -------- | ----------------------- | ---- | ------------------ | ------------------- |
| 1ª     | 12 marzo | Parigi > Nevers         | 243  | Jean Bobet         | Jean Bobet          |
| 2ª     | 13 marzo | Nevers > Saint-Étienne  | 236  | Bernard Gauthier   | Jean Bobet          |
| 3ª     | 14 marzo | Saint-Étienne > Vergèze | 256  | Louison Bobet      | Jean Bobet          |
| 4ª     | 15 marzo | Nîmes > Manosque        | 147  | Roger Buchonnet    | Jean Bobet          |
| 5ª     | 16 marzo | Manosque > Nizza        | 258  | Gilbert Bauvin     | Jean Bobet          |
| Totale | Totale   | Totale                  | 1140 |                    |                     |

## Dettagli delle tappe

### 1ª tappa
- 12 marzo: Parigi > Nevers – 243 km

| Pos. | Corridore       | Squadra   | Tempo    |
| ---- | --------------- | --------- | -------- |
| 1    | Jean Bobet      | Mercier   | 6h34'23" |
| 2    | André Darrigade | La Perle  | a 1'30"  |
| 3    | Émile Carrara   | Geminiani | s.t.     |

| Pos. | Corridore  | Squadra | Tempo    |
| ---- | ---------- | ------- | -------- |
| 1    | Jean Bobet | Mercier | 6h34'23" |

### 2ª tappa
- 13 marzo: Nevers > Saint-Étienne – 236 km

| Pos. | Corridore        | Squadra | Tempo    |
| ---- | ---------------- | ------- | -------- |
| 1    | Bernard Gauthier | Mercier | 5h45'41" |
| 2    | Pierre Molinéris | Alcyon  | s.t.     |
| 3    | René Privat      | Mercier | s.t.     |

| Pos. | Corridore  | Squadra | Tempo |
| ---- | ---------- | ------- | ----- |
| 1    | Jean Bobet | Mercier |       |

### 3ª tappa
- 14 marzo: Saint-Étienne > Vergèze – 256 km

| Pos. | Corridore       | Squadra    | Tempo    |
| ---- | --------------- | ---------- | -------- |
| 1    | Louison Bobet   | Mercier    | 6h22'58" |
| 2    | André Darrigade | La Perle   | s.t.     |
| 3    | Bob Maitland    | Angleterre | s.t.     |

| Pos. | Corridore  | Squadra | Tempo |
| ---- | ---------- | ------- | ----- |
| 1    | Jean Bobet | Mercier |       |

### 4ª tappa
- 15 marzo: Nîmes > Manosque – 147 km

| Pos. | Corridore       | Squadra   | Tempo    |
| ---- | --------------- | --------- | -------- |
| 1    | Roger Buchonnet | Rochet    | 3h41'27" |
| 2    | Germain Derycke | Alcyon    | a 2"     |
| 3    | Gilbert Bauvin  | Geminiani | s.t.     |

| Pos. | Corridore  | Squadra | Tempo |
| ---- | ---------- | ------- | ----- |
| 1    | Jean Bobet | Mercier |       |

### 5ª tappa
- 16 marzo: Manosque > Nizza – 258 km

| Pos. | Corridore       | Squadra   | Tempo    |
| ---- | --------------- | --------- | -------- |
| 1    | Gilbert Bauvin  | Geminiani | 7h20'29" |
| 2    | Germain Derycke | Alcyon    | s.t.     |
| 3    | André Payan     | Follis    | s.t.     |

| Pos. | Corridore  | Squadra | Tempo     |
| ---- | ---------- | ------- | --------- |
| 1    | Jean Bobet | Mercier | 29h58'04" |

## Classifiche finali

### Classifica generale
| Pos. | Corridore         | Squadra    | Tempo     |
| ---- | ----------------- | ---------- | --------- |
| 1    | Jean Bobet        | Mercier    | 29h58'04" |
| 2    | Pierre Molinéris  | Alcyon     | a 1'18"   |
| 3    | Bernard Gauthier  | Mercier    | s.t.      |
| 4    | Raphaël Géminiani | Geminiani  | s.t.      |
| 5    | Antonin Rolland   | Mercier    | s.t.      |
| 6    | René Privat       | Mercier    | s.t.      |
| 7    | Henri Perly       | Arliguie   | a 1'53"   |
| 8    | Brian Robinson    | Angleterre | a 2'07"   |
| 9    | Lucien Lazaridès  | Arliguie   | s.t.      |
| 10   | Germain Derycke   | Alcyon     | a 2'24"   |